# Czeczewo
Czeczewo [pronunciación en polaco: /t͡ʂɛˈt͡ʂɛvɔ/] es un pueblo en el distrito administrativo de Gmina Radzyń Chełmiński, dentro del Distrito de Grudziądz, Voivodato de Cuyavia y Pomerania, en el centro-norte de Polonia. Se encuentra aproximadamente 3 kilómetros al este de Radzyń Chełmiński, 18 kilómetros al sudeste de Grudziądz, y 46 kilómetros al noreste de Toruń.
El pueblo tiene una población de 301 habitantes.